# Jan van Wijckersloot

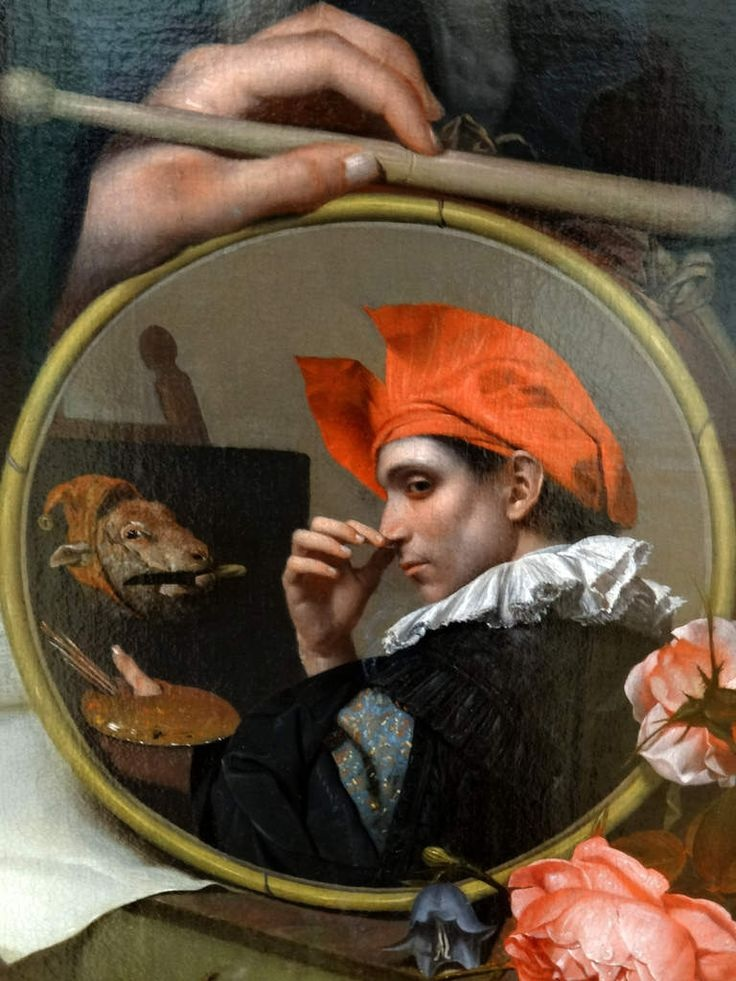
Selbstporträt 1669 (Ausschnitt)

Johannes van Wijckersloot (* zwischen 1625 und 1630 in Utrecht; begraben 4. November 1687 in Amsterdam) war ein niederländischer Maler.

## Leben
Wijckersloot hielt sich um 1645 in Italien auf. Von 1658 bis 1670 versah er hohe Ämter in Utrecht, so war er unter anderem Dekan der Utrechter Malergilde. Zwischen 1684 und 1686 zog er nach Amsterdam. Hier starb er und wurde am 4. November 1687 begraben.